# 选择可用性
选择可用性（Selective Availability，简称SA）是美国为防止敌对方利用全球定位系统危害美国的国家安全，美国国防部于1991年开始在GPS卫星上施加的一种技术手段。该技术主要是利用在卫星的广播星历中人为地加入误差（即所谓的ε技术）和以及使卫星钟频产生快速抖动（所谓的δ技术），从而降低C/A码单点实时定位的精度。经美国政府授权的特许用户可以利用密钥自动消除SA的影响，而广大的非特许用户使用的标准定位服务的精度下降到：
- 水平：±100m
- 竖直：±156m
- 速度：±0.3m/s
- 时间：±340ns

随着GPS产业的发展以及差分GPS技术产生，SA政策的实施受到多方面的挑战。另外，美国军方也已经具备在特定时间的特定地点实施SA的能力。故2000年5月1日，美国政府停止了SA技术。